# Samsung Galaxy Note 4
A Samsung Galaxy Note 4 egy 2014-ben kiadott csúcskategóriás okostelefon. Elődje a Samsung Galxy Note 3, utódja a Samsung Galaxy Note 5.

## Specifikációk
A telefon 5,7 hüvelykes Quad HD felbontású amoled kijelzővel rendelkezik. Qualcomm Snapdragon 805 vagy Exynos 7 Octa régiónként eltérhet, 3GB RAM,32 GB belső tárhely, MicroSD bővíthetőség, 16MP optikai képstabilizátoros kamera, Android 4.4 KitKat operációs rendszer, ujjlenyomat-olvasó, infravörös port.

## S-pen
A Samsung Galaxy Note 4-nél az S-pen a készülék aljában kapott helyet. Már 2048 nyomáspontot tudott megkülönböztetni, nagyobb dőlésszöget támogatott, és precízebb is lett.